# 智者埃皮法尼乌斯
智者埃皮法尼乌斯 (俄语：Епифаний Премудрый，?—1420年），罗斯托夫的一名修道士，圣徒传记學者和、拉多涅日的圣塞尔吉乌斯的弟子。 后来他前往谢尔盖圣三一修道院。 